# Badinga
Badinga är en ort i Burkina Faso.   Den ligger i provinsen Province de la Kossi och regionen Boucle du Mouhoun, i den västra delen av landet, 290 kilometer väster om huvudstaden Ouagadougou. Badinga ligger 345 meter över havet och antalet invånare är 1 948.
Terrängen runt Badinga är platt. Närmaste större samhälle är Yasso, 18,5 kilometer öster om Badinga.
Omgivningarna runt Badinga är en mosaik av jordbruksmark och naturlig växtlighet. Runt Badinga är det ganska glesbefolkat, med 28 invånare per kvadratkilometer.